# EX-385
La EX-385 es una carretera de titularidad de la Junta de Extremadura. Su categoría es local. La denominación oficial es   EX-385 , de Jaraicejo a   EX-208 .

## Historia de la carretera
El origen de esta carretera está en la transferencia, por parte de la Diputación Provincial de Cáceres, de la CC-109, de Jaraicejo a la   EX-208 , en el año 2000. Como consecuencia de esa transferencia, la Junta de Extremadura le asigna la nomenclatura EX-385.
Dicha nomenclatura, en el catálogo de 1997, cuando se produce el cambio de denominación de sus carreteras, fue inicialmente asignada a la carretera de la   EX-203  a Talaveruela de la Vera, antigua CC-901, transferida a su vez por el Estado en 1984. En 2000 dicha carretera fue transferida a la Diputación Provincial de Cáceres y su clave fue definitivamente asignada a la carretera entre Jaraicejo y la   EX-208 .

## Inicio
Tiene su origen en la intersección con la   N-V  en la localidad de Jaraicejo.

## Final
El final está en la intersección con la   EX-208 .

## Trazado, localidades y carreteras enlazadas
La longitud real de la carretera es de 14.680 m, de los que la totalidad discurren en la provincia de Cáceres.
Su desarrollo es el siguiente:
| P. K.         | HITO                    |
| ------------- | ----------------------- |
| 0+000         | Inicio: N-V (Jaraicejo) |
| 0+000 - 0+390 | Travesía de Jaraicejo   |
| 14+680        | Fin: EX-208             |

## Otros datos de interés
(IMD, estructuras singulares, tramos desdoblados, etc.).
Los datos sobre Intensidades Medias Diarias en el año 2006 son los siguientes:
| P. K.  | IMD | Ligeros | Pesados | % Pesados |
| ------ | --- | ------- | ------- | --------- |
| 11+900 | 100 | 100     | 0       | 0,0       |

## Evolución futura de la carretera
La carretera se encuentra acondicionada dentro de las actuaciones previstas en el Plan de Transversales Regionales de Extremadura.